# Marie Therèse

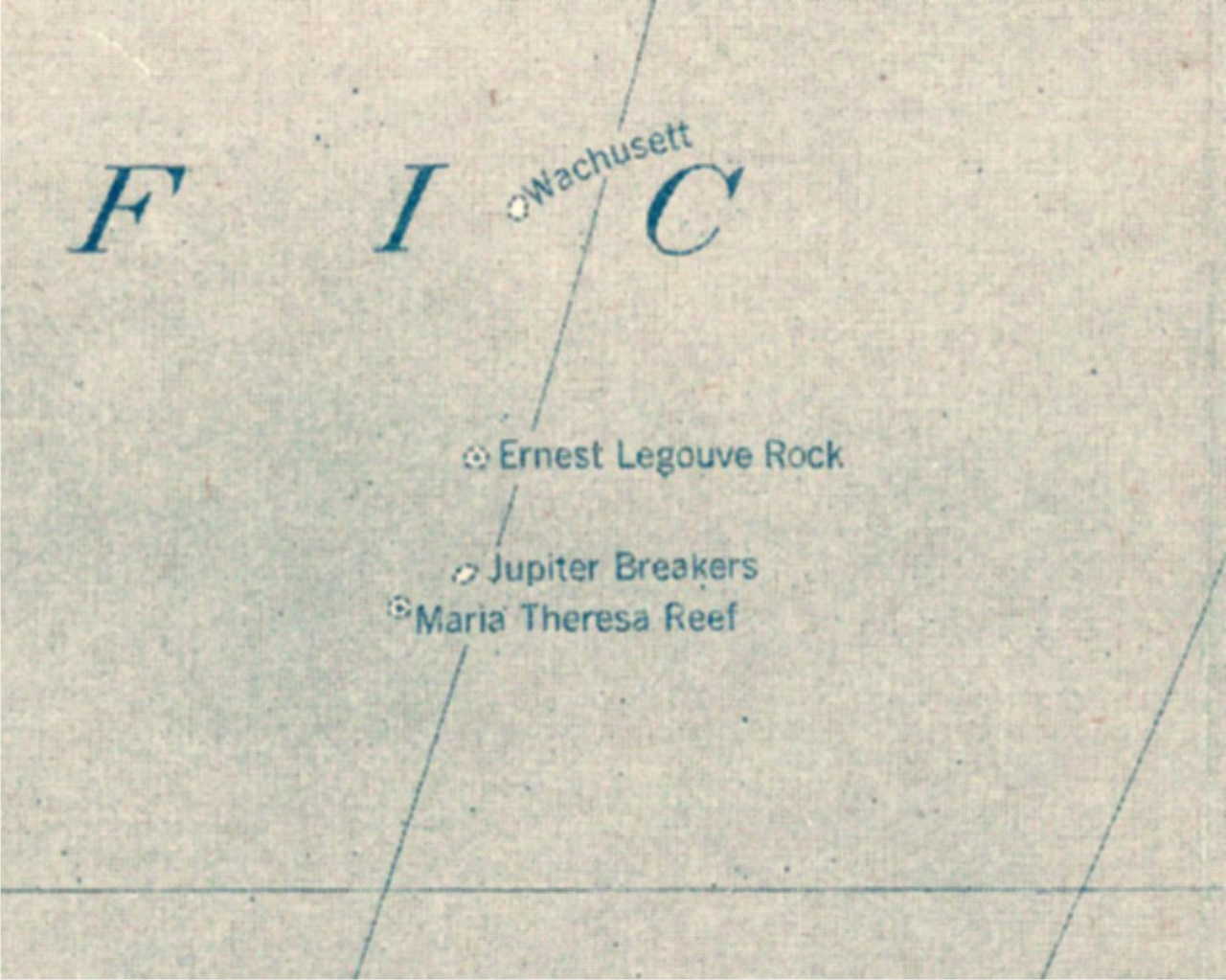
En karta över Stilla havet från 1921 med Marie Therèse utmärkt.

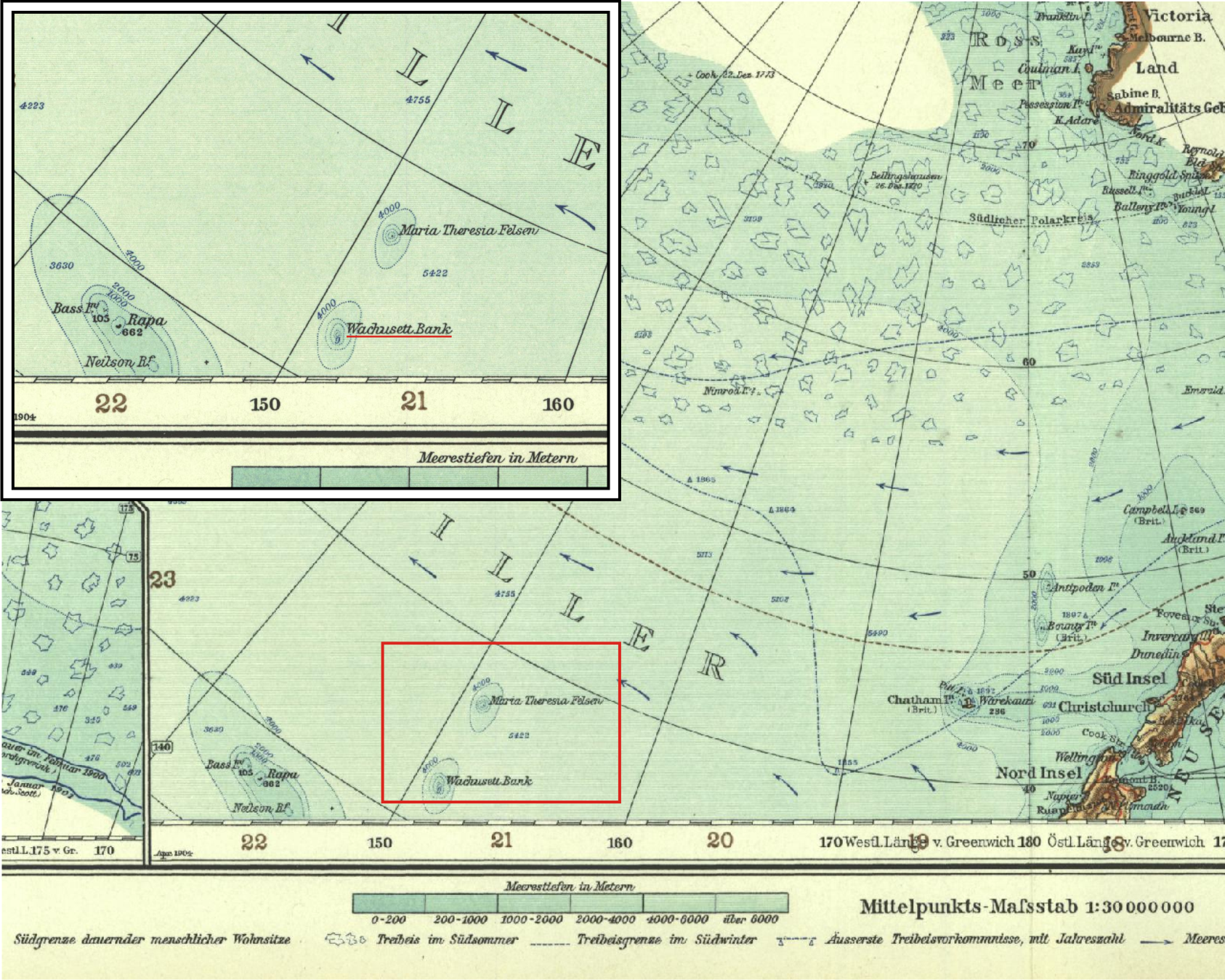
En tysk karta över Antarktis från 1904 där Marie Therèse finns utmärkt.

Marie Therèse är en rapporterad men ej påvisbar liten klippö. Den antas därmed vara en fantomö.  Enligt rapporter skulle ön endast vara några få meter hög och belägen cirka 350 mil från Nya Zeeland i södra Stilla havet.
Ön inrapporterades den 16 november 1843 av en kapten Asaph P. Taber några år innan Jules Verne kom ut med en av sina mest kända böcker, "Den hemlighetsfulla ön". Marie Therèse spelade en liten roll i boken som handlar om några män från USA som är ute i en stor luftballong. När det började blåsa fördes de till en av Jules Verne påhittad ö som låg nära Marie Therèse.
Ön har inte kunnat återfinnas av senare expeditioner. Försök att hitta ön gjordes (utan framgång) 1957 och 1983. Om ön över huvud taget finns skall den ligga på 152 längdgrader V, 40 breddgrader S, mitt emellan Nya Zeeland och Chile och därmed vara en av de ödsligaste öar som finns, på största möjliga avstånd från fastlandet. 